# Droninoite
La droninoite (simbolo IMA: Dr) è un minerale del supergruppo dell'idrotalcite, oltre che del gruppo dell'idrotalcite, con composizione chimica Ni6Fe3+2Cl2(OH)16 • 4(H2O).

## Etimologia e storia
Prende il nome dalla sua località tipo il meteorite ferroso Dronino, precipitato nel Kasimovskij rajon, un rajon della Russia nell'Oblast' di Rjazan'.

## Classificazione
Nella nona edizione della sistematica dei minerali di Strunz, aggiornata dall'Associazione Mineralogica Internazionale (IMA) fino al 2009, la droninoite è elencata nella classe "5. Carbonati (nitrati)" e da lì nella sottoclasse "5.D Carbonati con anioni aggiuntivi, con H2O"; questa è ulteriormente suddivisa in base alle dimensioni dei cationi coinvolti, in modo che il minerale possa essere trovato nella sezione "5.DA Con cationi di media dimensione" dove forma il gruppo nº 5.DA.50 insieme a comblainite, reevesite, takovite, idrotalcite, piroaurite e stichtite.
Tale sistematica, continuata dal database "mindat.org" e chiamata anche Classificazione Strunz-mindat, ricolloca la droninoite nella classe degli "alogeni" e da lì nella sottoclasse degli "ossialogeni, idrossialogeni e alogeni doppi correlati"; anche questa è suddivisa in base ai componenti dei minerali, in modo tale che la droninoite sia elencata nella sezione nº 3.DA.60 denominata "con Cu, ecc., senza Pb", dove è l'unico minerale presente.
Nella Sistematica dei lapis (Lapis-Systematik) di Stefan Weiß, la droninoite è elencata nella classe degli "ossidi" e nella sottoclasse "idrossidi e idrati ossidici (ossidi contenenti acqua con struttura stratificata)", dove forma il gruppo nº IV/F.05 insieme a clormagaluminite, meixnerite, woodallite, iowaite e muskoxite.
Nell'elenco dei minerali secondo Dana, usata principalmente nel mondo anglosassone, la droninoite è classificata negli "ossidi alogenuri e idrossialogenuri" e da lì nella sottoclasse "ossialogenuri e idrossialogenuri con la formula AmBn(O,OH)pXq" dove si trova nella sezione nº 10.06.16 come unico membro.

## Abito cristallino
La droninoite cristallizza nel sistema trigonale nel gruppo spaziale R3m (gruppo nº 166), R3m (gruppo nº 160) oppure R32 (gruppo nº 155) con i parametri reticolari a = 6,206(2) Å e c = 46,184(18) Å, oltre a 3 unità di formula per cella unitaria.

## Origine e giacitura
Il minerale è molto raro e si forma come aggregazioni a grana fine di colore verde scuro o marrone (la dimensione dei singoli grani non è maggiore di 1 μm) fino a 0,15 × 1 × 1 mm di dimensione ed è stato trovato in pochissimi siti associato a taenite, violarite, troilite, cromite, goethite, lepidocrocite e nickelbischofite.
Oltre alla sua località tipo, il meteorite ferroso Dronino precipitato nell'Oblast' di Rjazan in Russia, la droninoite è stata rinvenuta nel distretto di Bayterek (in Kazakistan) e a Rovegno (in Italia, provincia di Genova).